# Batrachedra agaura
Batrachedra agaura là một loài bướm đêm thuộc họ Batrachedridae. Nó được tìm thấy ở New Zealand.
Sải cánh dài 13–17 mm.
Ấu trùng ăn scale insects.